# Tęczowiec
Tęczowiec (Xenopeltis unicolor) – gatunek węża z rodziny tęczowcowatych (Xenopeltidae).
Występuje w południowych Chinach i Azji Południowo-Wschodniej (od Mjanmy oraz należących do Indii Andamanów i Nikobarów na wschód po Filipiny i Indonezję).
Osiąga długość do 1 m. Ma obłe ciało, pokryte błyszczącymi łuskami. Posiada szczątkowy pas miednicowy i szczątkowe kończyny tylne oraz 2 płuca, przy czym jedno jest mniejsze. Kości żuchwy są ze sobą luźno połączone.
Żywi się żabami, innymi wężami oraz gryzoniami. Prowadzi podziemny tryb życia.